# Тонкое искусство пофигизма
Тонкое искусство пофигизма: Парадоксальный способ жить счастливо (англ. The Subtle Art of Not Giving a F*ck: A Counterintuitive Approach to Living a Good Life) — вторая книга, выпущенная американским блогером и писателем Марком Мэнсоном. Книга была опубликована издательством HarperOne, входящим в одну из крупнейших издательских компаний мира HarperCollins Publishers 13 сентября 2016 г. В 2017 году переведена на русский язык и издана издательством «Альпина Паблишер».
К концу февраля 2018 уже было продано свыше двух миллионов копий книги.

## Сюжет
Книга была задумана как реакция на индустрию саморазвития и на то, что Мэнсон видел как культуру бессмысленного позитива, которая в реальности не приносит большинству людей пользы. Мэнсон приводит множество личных примеров из жизни, чтобы показать, как жизненные трудности зачастую наоборот придают жизни больше смысла, что, по его мнению, является более разумным подходом к жизни, чем бесконечные поиски счастья.
Взгляды и писательский стиль Мэнсона некоторыми были восприняты как идущие вразрез с общепринятой индустрии самопомощи, учитывая использование им необычайно резкой прямоты и ненормативной лексики для иллюстрации своих мыслей.
По тематике книга похожа на пособия по мотивации, но по сути является критической реакцией на них. По утверждению Мэнсона, когда мы сможем принять свои страхи и недостатки, перестанем избегать неудач, мы найдём мужество и настойчивость, ответственность и честность.

## Реакция общественности
«Тонкое искусство пофигизма» впервые появилась в списке бестселлеров недели в New York Times, достигнув шестой позиции в категории «Жизненные советы и прочее» второго октября 2016 г, и впервые добралась до лидирующей позиции к 16 июля 2017 г. К 18 февраля 2018 г. книга держалась на позициях в списке бестселлеров New York Times в течение 60 недель.
Кроме того, книга заняла 9 строчку в списке бестселлеров недели в Washington Post в категории «Документальная проза и прочее» 25 сентября 2016 г., а также стала бестселлером № 1 в списке Toronto Star среди книг по саморазвитию 23 сентября 2016 г. В 2017 г. «Тонкое искусство пофигизма» стала наиболее продающейся книгой Barnes & Noble, занимала позиции на четвёртом месте в списке бестселлеров на Amazon.com и девятом месте в списке самых продаваемых книг в Канаде.
Американский журнал рецензий на книги Kirkus Reviews назвал книгу «хорошим критерием для оценивания книг по саморазвитию».
По данным книжного сервиса «ЛитРес», книга стала самым популярным электронным изданием среди россиян до 30 лет.

## Фильм
В 2022 году по мотивам книги снят документальный фильм. Главную роль исполнил автор Марк Мэнсон, режиссером выступил Нэтан Прайс. Премьера фильма запланирована на 2023 год.